# Singoalla
 For alternative betydninger, se Singoalla (flertydig). (Se også artikler, som begynder med Singoalla)
Singoalla er en roman af den svenske forfatter Viktor Rydberg. Romanen blev første gang offentliggjort i Aurora-kalenderen i 1857 i Göteborg med underteksten "Romantisk eventyrdigt" ("Romantisk sagodikt"). I 1865 blev romanen udgivet som en bog, men med en ny slutning med happy ending.
Romanen er blevet filmatiseret som Singoalla i 1949 og også til en opera i fire akter, 1940. af Gunnar de Frumerie, hans opus 22.
Figuren har lagt navn til singoallabluse, som bæres af Singoalla.